# Khadim Sow
Khadim Sow (Dakar, 13 settembre 1999) è un cestista senegalese.

## Palmarès
- Campionato francese: 1

ASVEL: 2018-19
- Coppa di Francia: 1

ASVEL: 2018-19